# ریچارد کوربن
ریچارد کوربن (به انگلیسی: Richard Corben) (زاده ۱ اکتبر ۱۹۴۰ – درگذشت ۲ دسامبر ۲۰۲۰) یک تصویرگر آمریکایی و هنرمند کتاب‌های مصور بود که بخاطر کمیک‌های خود در مجله هوی متال، به ویژه سری Den که در اولین اقتباس سینمایی مجله در سال ۱۹۸۱ به نام هوی متال ارائه شد، مشهور است. وی برنده جایزه استاد بزرگ طیف ۲۰۰۹ بود.
کوربن در پی جراحی قلب در ۲ دسامبر سال ۲۰۲۰ درگذشت. او ۸۰ ساله بود.

## مصاحبه‌ها
- The Richard Corben Interview pt. 1
- The Richard Corben Interview pt. 2
- The Richard Corben Interview pt. 3
- The Richard Corben Retort Letter